# همت‌آباد (نصرت‌آباد)
همت‌آباد یا نوک‌آباد پایین روستایی در دهستان نصرت‌آباد بخش نصرت‌آباد شهرستان زاهدان استان سیستان و بلوچستان ایران است.

## جمعیت
بر پایه سرشماری عمومی نفوس و مسکن در سال ۱۳۹۵ جمعیت این روستا ۴۷ نفر (۱۳خانوار) بوده‌است.